# Баколи
Ба̀коли (на италиански: Bacoli) е град и община в Южна Италия, провинция Неапол на регион Кампания. Население 27 255 жители към 1 април 2009 г.

## История
В Баколи се намира древното селище Baiae, което получило името си от съпътник на Одисей и е старото пристанище на древногръцкия колониален град Куме (Cumae).